# Iwan von Ilsemann
Iwan Clodwig Karl Anatol Adolf Georg Ilsemann, seit 1908 von Ilsemann (* 13. Oktober 1882 in Lüneburg; † 29. Juni 1964 in Garmisch-Partenkirchen) war ein deutscher Generalmajor im Zweiten Weltkrieg und Militärattaché.

## Leben

### Herkunft
Iwan war der älteste Sohn des preußischen Generalleutnants Karl von Ilsemann (1856–1930) und dessen Ehefrau Thekla, geborene Freiin von Hammerstein-Equord (1858–1920). Seine jüngeren Geschwister waren der langjährige Adjutant Wilhelm II., Sigurd (1884–1952), der preußische Hauptmann Erwin (1886–1952) und der Generalmajor Helmuth (1891–1957). Carl-Gero von Ilsemann ist sein Neffe.

### Karriere
Nach seinem Schulbesuch trat Ilsemann am 27. Februar 1901 als Fahnenjunker in das 1. Großherzoglich Hessische Feldartillerie-Regiment Nr. 25 der Preußischen Armee ein und avancierte bis Mitte August zum Leutnant. Ab Oktober 1907 diente er als Abteilungsadjutant und wurde Ende April 1908 für zwei Jahre zur Stammbatterie der III. Seebataillons der Kaiserlichen Marine in Wilhelmshaven versetzt. Im gleichen Jahr wurde sein Vater in den erblichen preußischen Adelsstand erhoben. Kurz nach seiner Rückversetzung in sein Stammregiment wurde er Mitte August 1910 zum Oberleutnant befördert. Ein Jahr darauf erfolgte seine Kommandierung zur Kriegsakademie nach Berlin.
Mit seinem Regiment zog Ilsemann Anfang August 1914 als Führer der I. Munitionskolonne bei der I. Abteilung in den Ersten Weltkrieg. Ende August war er Führer der 3. Batterie an der Westfront und stieg im Oktober zum Hauptmann auf. Ab Ende April 1915 erfolgten Verwendung im Stabsdienst. So war er zunächst als Dritter Generalstabsoffizier beim IX. Armee-Korps, gehörte als Erster Generalstabsoffizier von Mitte Juli 1915 bis Anfang Juni 1916 der 185. Infanterie-Brigade an und kam anschließend in gleicher Eigenschaft zur 185. Infanterie-Division. Kurz vor Ende des Krieges gehörte er zum XXV. Reserve-Korps und kehrte nach Kriegsende 1919 in sein Stammregiment zurück. Mit dem Charakter als Major wurde er im Februar 1920 aus der Reichswehr verabschiedet.
Erst im Oktober 1933 kehrte Ilsemann als L-Offizier zur Reichswehr zurück und wurde in der Berliner Kommandantur eingesetzt. Im März des Folgejahres wurde er zum E-Offizier ernannt und fungierte hier als Ausbildungsleiter. Seine Versetzung in den Stab der Kommandantur erfolgte im April 1936. Hier wurde ihm zum Jahresende der Charakter als Oberstleutnant verliehen. Das war zugleich der Beginn seiner Verwendung an der deutschen Botschaft in der Schweiz. Zur Entlastung des für Österreich, Ungarn und die Schweiz zuständigen Militär- und Luftattachés Wolfgang Muff (1880–1947) übernahm er in Bern die regionale Unterstützung von Muff. Deutscher Botschafter in der Schweiz war zu dieser Zeit Ernst Freiherr von Weizsäcker (1882–1951). Schon ein Jahr darauf zum 1. November 1937 wurden Ilsemann die Aufgabenbereiche als Militär- und Luftattaché an der Botschaft übertragen. Sein Dienstvorgesetzter war nun Botschafter Otto Carl Köcher (1884–1945). Den Aufgabenbereich des Luftattachés hatte er über den Beginn des Zweiten Weltkriegs bis September 1939 inne und wurde zu diesem Zeitpunkt durch Oberst Friedrich-Carl Hanesse (1892–1975) abgelöst. Im September des darauffolgenden Jahres erfolgte seine Beförderung zum Oberst (E). Zum aktiven Offizier wurde Ilsemann dann im März 1941 ernannt und am 1. Juni 1944 zum Generalmajor befördert. Einen Monat später erfolgte seine Ablösung durch den Militärattaché Hans-Joachim von Horn (1896–1994). Er befand sich ab dem 1. Juli 1944 in der Führerreserve des Oberkommandos des Heeres und wurde am 31. Dezember 1944 aus dem Militärdienst verabschiedet.
Im Alter von 81 Jahren verstarb Iwan von Ilsemann am 29. Juni 1964 in Garmisch-Partenkirchen. Er wurde auf dem Garmischer Stadtfriedhof in der Abteilung III, Feld V, Reihe 7 im Grab 7/9 beigesetzt.

### Familie
Ilsemann hatte sich am 5. November 1908 in Darmstadt mit Lili Stein (1888–1964), Tochter der Alice Phaland und des Bankiers Leo Stein, verheiratet. Aus der Ehe gingen die drei Kinder Hertha (1909–1971), Hans-Harald (* 1912) und Sigurd (1920–1945) hervor.